# Isidore Geoffroy Saint-Hilaire
Isidore Geoffroy Saint-Hilaire, född den 16 december 1805 i Paris, död där den 10 november 1861, var en fransk zoolog. Han var son till Étienne Geoffroy Saint-Hilaire.
Saint-Hilaire blev redan vid 19 års ålder faderns assistent och höll från år 1830 föreläsningar i Jardin des plantes. Frågan om djurens missbildningar och de i det sammanhanget gällande lagarna, som redan ådragit sig faderns uppmärksamhet, behandlades med mycken omsorg av Saint-Hilaire i Histoire générale et particulière des anomalies de l’organisation chez l'homme et les animaux (1832–1837). Som föreståndare för djursamlingen i Jardin des plantes forskade Saint-Hilaire mycket om domesticering av utländska djur i Frankrike och utgav sina observationer i Domestication et naturalisation des animaux utiles (1854). På grund av sitt intresse för djur stiftande han 1854 Société nationale d'acclimatation (idag Frankrikes naturskyddsorganisation). I sitt ofullbordade arbete Histoire naturelle générale des règnes organiques (3 band, 1852) utvecklade han närmare sin faders idéer.